# Lymphocyte B mature et naïf
Le lymphocyte B mature et naïf est un stade du lymphocyte B ; il donne naissance au lymphocyte B activé, ou plasmocyte, lors d'un contact avec un antigène.
Le lymphocyte B mature et naïf est caractérisé par la double expression d'immunoglobulines M et d'immunoglobulines D sur sa membrane. Après la formation de lymphocytes pré-B2 ou immatures caractérisés par la présence d'immunoglobulines M de membrane, qui peut être établie par cytométrie en flux. Les principales caractéristiques des lymphocytes matures et naïfs sont les suivantes :
- immunoglobulines M et D de membrane ;
- présence de CD19, CD20, CD21 et CD22 ;
- récepteurs pour les interleukines (IL4, IL1) ;
- récepteur pour les compléments CR1 (CD35) et CR2 (CD21) ;
- récepteurs pour certaines lectines, comme les pokeweed mitogen (PWM), ou certaines endotoxines, comme le lipopolysaccharide bactérien (LPS).